# Dødens triumf
Dødens triumf är ett album med The Savage Rose från 1972 släpptes på Polydor och musiken till baletten med samma namn av Flemming Flindt efter Eugène Ionescos Jeux de massacre.

## Medverkande
- Vokal - Annisette
- Trummor, slagverk - Alex Riel
- Gitarr - Ole Molin
- Gitarr, Bas - Rudolf Hansen
- Orgel, Harmonika, Flöjt, Slagverkj - Anders Koppel
- Klaviatur, Harmonium, Slagverk - Thomas Koppel

## Spår

### Dødens triumf(forkortet vinyl/cd-album)
1. "Byen Vågner" – 6:32
2. "De Unge Elskende"  – 6:36
3. "Borgerens Død"  – 3:27
4. "De To Gamle"  – 4:10
5. "Bruden Pyntes"  – 4:02
6. "Bryllup"  – 3:26
7. "Soldaternes Død"  – 1:48
8. "Den Døde By - Modebutikken Plyndres" – 7:14
9. "Dear Little Mother" – 4:53

### Dødens triumf(1979 dobbelt-lp)
1. "Byen Vågner" – 9:44
2. "Nattemøde og flugt" – 3:32
3. "Det isolerede hus" – 9:14
4. "Selvudslettelse" – 6:37
5. "Fængslet"  – 6:23
6. "Forberedelse til dans"  – 4:00
7. "Det hemmelige bal"  – 7:30
8. "Soldaterexercits"  – 4:29
9. "Alderdommen"  – 4:23
10. "Dødens by"  – 5:32
11. "Modebutikken"  – 8:19
12. "Branden (Dear Little Mother)"  – 5:53